# Панкельтський фестиваль
Панкельтський фестиваль (ірл. Féile Pan Cheilteach) — музичний фестиваль кельтських мов, який щорічно проводиться впродовж тижня після Великодня, з часу його відкриття в 1971 році. Перший Панкельтський фестиваль відбувся в Кілларні, графство Керрі, Ірландія. Його метою є популяризація сучасних кельтських мов, культури й виконавців з усіх шести кельтських націй: Бретані, Корнуола, Ірландії, острова Мен, Шотландії та Уельсу.
Кожен кельтський народ, що бере участь у фестивалі, проходить свій національний відбір задля визначення представників на щорічному Панкельтському фестивалі. Найуспішніша кельтська країна — це Уельс із 14 перемогами. Після неї йде Корнуол, який перемагав 10 разів. Бенджад (Benjad), який представляв Корнуол у 2012—2013 рр., став першим виконавцем ув історії фестивалю, що переміг двічі. Натомість, представники острова Мен є найменш успішними, маючи у своєму активі лише одну перемогу 2014 року. Чинним переможцем, за даними на квітень 2016 року є Уельс, представлений піснею «Dim Ond Un».

## Походження та історія

Шість кельтських націй, визнаних Кельтською лігою:
Ірландія
Шотландія
Острів Мен
Уельс
Корнуол
Бретань

Започаткований у Кілларні, графство Керрі, Ірландія, Панкельтський фестиваль організовувався як музичний фестиваль, який проводитиметься щовесни, задля поширення сучасних кельтських культур і мов через музику. Спершу він мав назву «Gwyl Gerdd Bach» (укр. Малий музичний фестиваль), але дещо згодом змінив її на сьогоднішню назву. У травні 1971 року, перший фестиваль відбувся в Кілларні з такими популярними виконавцями: Уельс (Філліс і Мередідд Еванс), Ірландія (Scoil na Toirbhirte) і Бретань (Гурт Les Tregerez й Алан Стівел).
Мередідд Еванс зустрілася із засновником фестивалю О'Коналлом, після фестивалю в 1971 і запросила його на Eisteddfod Genedlaethol Cymru (укр. Щорічний фестиваль валлійських бардів). Під час нього, О'Коналл зустрівся з представниками інших кельтських народів, сформувавши, зрештою, комітет Панкельтського фестивалю. Учасники із шести кельтських країн: Бретань (Breizh), Корнуол (Kernow), Уельс (Cymru), Шотландія (Alba), Ірландія (Éire) й острів Мен (Mannin) узяли участь у Другому Панкельтському фестивалі, що знову відбувався в Кілларні в 1972 році. Саме під час цього фестивалю, за підсумками зустрічі з членами комітету була завершена основна структура заходу. Її принципами стали: поширення мов, музичних талантів та культур у межах шести країв, визнаних осередками сучасних кельтських народів.
Фестиваль проводився в Кілларні до 1990 року, коли було прийнято рішення про зміну місця, оскільки підтримка починала спадати. Після цього фестиваль відбувався в Голвеї (1991—1994), Тралі (1995—1996, 1998—2000, 2004—2005), Енніс (1997), Кілкенні (2002—2003), Летеркені (2006—2007), Донегол (2008—2009), Дінґл (2010—2011), Карлоу (2012—2013, 2016) та Деррі (2014—2015).

## Участь
Право змагатися на Панкельтському фестивалі належить кельтським народам, чиї краї розташовані в Північній і Західній Європі, де кельтські мови та культурні риси досі збереглися. Також, вони мають бути членами Кельтської ліги. Термін «нація» використовується у своєму первісному значенні, для позначення товариства людей, що поділяють спільну ідентичність, культуру, а також ототожнюють себе з традиційним краєм. Це не є синонімом «суверенна держава».
| Країна     | Самоназва | Дебют |
| ---------- | --------- | ----- |
| Бретань    | Breizh    | 1971  |
| Корнуол    | Kernow    | 1972  |
| Ірландія   | Éire      | 1971  |
| Острів Мен | Mannin    | 1972  |
| Шотландія  | Alba      | 1972  |
| Уельс      | Cymru     | 1971  |

Можуть брати участь, але ще не виступали.
- Астурія
- Ґалісія

## Національні відбори

### Бретань: Gouelioù Etrekeltiek An Oriant
Gouelioù Etrekeltiek An Oriant (укр. Міжкельтський фестиваль у Лор’яні, або фр. Festival Interceltique de Lorient) — щорічне кельтське свято, що святкується в місті Лор'ян, Бретань (Франція). Захід також виступає як національний відбір із визначення бретонського представника для щорічного Панкельтського фестивалю. Він був заснований у 1971 році Поліґом Монджаретом. Цей щорічний фестиваль проходить кожного серпня. Він присвячений культурним традиціям кельтських народів (зокрема, бретонців у Франції), роблячи акцент на кельтській музиці й танцях, а також, у тому числі й на інших видах мистецтва, як-от живопис, фотографія, театр, скульптура, традиційні ремесла, а також спорт і гастрономія.

### Конволл: Kan Rag Kernow

Kan Rag Kernow (укр. Пісня Корнволу) — щорічний корнський фестиваль пісні, що проводиться, аби визначити представника Корнуола на Панкельтський фестиваль, який кожного року проводиться в Ірландії. Корнський гурт «The Changing Room» виграв національний відбір Kan Rag Kernow 30 січня 2015 року і поїхав представляти країну на Панкельтський фестиваль 2015 року, де виборов перше місце з піснею «Hal an Tow».

### Ірландія: Comórtas Amhrán Náisiúnta

Comórtas Amhrán Náisiúnta (укр. Національний конкурс пісні) — процес відбору для визначення представників Ірландії на щорічному Панкельтському фестивалі.

### Острів Мен: Arrane son Mannin

Arrane son Mannin (укр. Пісня Мену) — захід для визначення представника Острова Мен на Панкельтському фестивалі, який щорічно проводиться в Ірландії.

### Шотландія: Am Mòd Nàiseanta Rìoghail
Am Mòd Nàiseanta Rìoghail (укр. Королівський національний Мод) — процес відбору з опертям на шотландську ґельську мову, який організовує An Comunn Gàidhealach, аби знайти шотландського представника для щорічного Панкельтського фестивалю. Шотландський гурт, Na h-Òganaich, був першим представником Шотландії в 1971 на цьому фестивалі. Він також представляв Шотландію знову в 1972 році з піснею «Mi le m'Uillin», посівши перше місце.

### Уельс: Cân i Gymru
Cân i Gymru (укр. Пісня Вельсу) — валлійське телевізійне шоу, яке щорічно транслюється на S4C. Його дебют відбувся в 1969 році, коли BBC Cymru хотіло долучитися до висвітлення Євробачення. Відтоді воно відбувається щороку, за винятком 1973 року. Cân i Gymru відрізняється від більшості шоу талантів; бо замість того, щоби запрошувати простий люд для участі в конкурсі, Cân i Gymru запрошує тільки професійних виконавців. Переможець конкурсу представляє Уельс на щорічному Панкельтському фестивалі, що відбувається в Ірландії, і також отримує грошову винагороду.

## Місце проведення фестивалю
Фестивалі, починаючи з 1971 року, були проведені в різних містах Ірландії, що подано в наведеному нижче списку. У 2001 році фестиваль було скасовано через спалах епідемії ящура. Як показано нижче, графство Керрі приймало фестиваль двадцять дев'ять разів, найбільше за всю історію проведення дійства. Натомість графство Клер приймало його лише один раз у 1997 році.
| Фестивалі | Графство | Місто       | Роки |
| --------- | -------- | ----------- | --- |
| 29        | Керрі    | Кілларні    | 1971, 1972, 1973, 1974, 1975, 1976, 1977, 1978, 1979, 1980, 1981, 1982, 1983, 1984, 1985, 1986, 1987, 1988, 1989, 1990 |
| 29        | Керрі    | Тралі       | 1995, 1996, 1998, 1999, 2000, 2004, 2005                                                                               |
| 29        | Керрі    | Дінґл       | 2010, 2011 |
| 4         | Голвей   | Голвей      | 1991, 1992, 1993, 1994                                                                                                 |
| 4         | Донеґол  | Леттеркенні | 2006, 2007 |
| 4         | Донеґол  | Донегол     | 2008, 2009 |
| 3         | Карлоу   | Карлоу      | 2012, 2013, 2016 |
| 2         | Кілкенні | Кілкенні    | 2002, 2003 |
| 2         | Деррі    | Деррі       | 2014, 2015 |
| 1         | Клер     | Енніс       | 1997 |

## Перелік переможців

### За фестивалем
У наведеній нижче таблиці перераховані всі щорічні переможці Панкельтського фестивалю з часу його відкриття в 1971 році.
| Рік  | Виконавець                                        | Країна, що перемогла                              | Пісня                                             |                                                   |
| ---- | ------------------------------------------------- | ------------------------------------------------- | ------------------------------------------------- | ------------------------------------------------- |
| 1971 | Scoil na Toirbhirte                               | Ірландія                                          | «Tomás MacCurtain»                                |                                                   |
| 1972 | Na h-Òganaich                                     | Шотландія                                         | «Mi le m'Uillin»                                  |                                                   |
| 1973 | Margaret O'Brien                                  | Ірландія                                          | «Goirm Thú»                                       |                                                   |
| 1974 | Iris Williams                                     | Уельс                                             | «Cymru Rydd»                                      |                                                   |
| 1974 | McMurrough                                        | Ірландія                                          | «Cuain Baile 'na Cuairte»                         |                                                   |
| 1975 | Bran                                              | Уельс                                             | «Caled Fwlch»                                     |                                                   |
| 1976 | Mary Sandeman                                     | Шотландія                                         | «Thoir dhom do Lamh»                              |                                                   |
| 1977 | Kyaalldan                                         | Бретань                                           | «Breizh»                                          |                                                   |
| 1978 | Gouelia                                           | Бретань                                           | «Korn-Bout»                                       |                                                   |
| 1979 | Margaret MacLeod                                  | Шотландія                                         | «An Lon Dubh»                                     |                                                   |
| 1980 | Dermot O'Brien                                    | Ірландія                                          | «Neansaí»                                         |                                                   |
| 1981 | Kathleen MacDonald                                | Шотландія                                         | «Oran do Cheit»                                   |                                                   |
| 1982 | Bando                                             | Уельс                                             | «Nid Llwynog Oedd Yr Haul»                        |                                                   |
| 1983 | Mary MacInnis                                     | Шотландія                                         | «Man Aonar le no Smuaintean»                      |                                                   |
| 1984 | Ragamuffin                                        | Корнуол                                           | «Ar Wrannen»                                      |                                                   |
| 1985 | Capercaillie                                      | Шотландія                                         | «Urnuigh a Bhan Thigreach»                        |                                                   |
| 1986 | Kristen Nicolas                                   | Бретань                                           | «Gwerz Maro Paotr Anst»                           |                                                   |
| 1987 | Eryr Wen                                          | Уельс                                             | «Gloria Tyrd Adre»                                |                                                   |
| 1988 | Manon Llwyd                                       | Уельс                                             | «Cân Wini»                                        |                                                   |
| 1989 | Hefin Huws                                        | Уельс                                             | «Twll Triongl»                                    |                                                   |
| 1990 | Christine Kennedy                                 | Шотландія                                         | «'M' londrainn air Chuairt»                       |                                                   |
| 1991 | Philip Knight                                     | Корнуол                                           | «Deus yn-rag, Dolli»                              |                                                   |
| 1992 | Gerróid O'Murchú                                  | Ірландія                                          | «Soilse geala na cathrach»                        |                                                   |
| 1993 | Liam Ó hUaithne                                   | Ірландія                                          | «An Pobal Scaipthe»                               |                                                   |
| 1994 | Geraint Griffiths                                 | Уельс                                             | «Rhyw Ddydd»                                      |                                                   |
| 1995 | Gwenda Owen                                       | Уельс                                             | «Cân I'r Ynys Werdd»                              |                                                   |
| 1996 | West Group                                        | Корнуол                                           | «An Arvair»                                       |                                                   |
| 1997 | Art Ó Dufaigh & Sean Ó hEanaí                     | Ірландія                                          | «Comhartha an Ghaoil»                             |                                                   |
| 1998 | Arwel Wyn Roberts                                 | Уельс                                             | «Rho dy Law»                                      |                                                   |
| 1999 | Per Nod                                           | Уельс                                             | «Torri'n Rhydd»                                   |                                                   |
| 2000 | Rachael Cans tir Kemmyn                           | Корнуол                                           | «Tir Kemmyn»                                      |                                                   |
| 2001 | Конкурс не проводився через спалах епідемії ящура | Конкурс не проводився через спалах епідемії ящура | Конкурс не проводився через спалах епідемії ящура | Конкурс не проводився через спалах епідемії ящура |
| 2002 | Gainor Haf                                        | Уельс                                             | «Dagrau Ddoe»                                     |                                                   |
| 2003 | Elin Flur a'r Moniars                             | Уельс                                             | «Harbwr Diogel»                                   |                                                   |
| 2004 | Treiz Noath                                       | Корнуол                                           | «Mor Menta Sewia»                                 |                                                   |
| 2005 | Kentyon Bew                                       | Корнуол                                           | «Treusporthys»                                    |                                                   |
| 2006 | Krena                                             | Корнуол                                           | «Fordh Dhe Dalvann»                               |                                                   |
| 2007 | Gealbrí                                           | Ірландія                                          | «Seolfaidh Me Abhaile»                            |                                                   |
| 2008 | Deirdre Níi Chinnéide le Fraoch                   | Ірландія                                          | «Ta me caillte go deo»                            |                                                   |
| 2009 | Elfed Morris                                      | Уельс                                             | «Boddi mae ngofidiau»                             |                                                   |
| 2010 | Màiri Chaimbeul & Jenna Moynihan                  | Шотландія                                         | «Back and Forth»                                  |                                                   |
| 2011 | Brigyn                                            | Уельс                                             | «Rhywun yn Rhywle»                                |                                                   |
| 2012 | Benjad                                            | Корнуол                                           | «Mordid Bewnans»                                  |                                                   |
| 2013 | Benjad                                            | Корнуол                                           | «Breten Vyhan»                                    |                                                   |
| 2014 | Shenn Scoill                                      | Острів Мен                                        | «Tayrn Mee Thie»                                  |                                                   |
| 2015 | The Changing Room                                 | Корнуол                                           | «Hal an Tow»                                      |                                                   |
| 2016 | Cordia                                            | Уельс                                             | «Dim Ond Un»                                      |                                                   |

### За кельтськими країнами

Мапа, що показує кількість перемог кожного кельтського народу на Панкельтському фестивалі

У наведеній нижче таблиці перераховані всі переможці Панкельтського фестивалю за кельтськими країнами, з часу його відкриття в 1971 році. Уельс є найуспішнішою нині країною, з п'ятнадцятьма перемогами; Корнуол іде на другому місці з десятьма звершеннями. Острів Мен переміг лише раз у 2014 році.
| Перемоги | Кельтські країни | Роки                                                                                     |
| -------- | ---------------- | ---------------------------------------------------------------------------------------- |
| 15       | Уельс            | 1974, 1975, 1982, 1987, 1988, 1989, 1994, 1995, 1998, 1999, 2002, 2003, 2009, 2011, 2016 |
| 10       | Корнуол          | 1984, 1991, 1996, 2000, 2004, 2005, 2006, 2012, 2013, 2015                               |
| 9        | Ірландія         | 1971, 1973, 1974, 1980, 1992, 1993, 1997, 2007, 2008                                     |
| 8        | Шотландія        | 1972, 1976, 1979, 1981, 1983, 1985, 1990, 2010                                           |
| 3        | Бретань          | 1977, 1978, 1986                                                                         |
| 1        | Острів Мен       | 2014                                                                                     |